# شهرستان هملین (داکوتای جنوبی)
شهرستان هملین، داکوتای جنوبی (به انگلیسی: Hamlin County, South Dakota) یک سکونتگاه مسکونی در ایالات متحده آمریکا است که در داکوتای جنوبی واقع شده‌است.

## خصوصیات
شهرستان هملین ۱٬۳۹۳ کیلومترمربع مساحت دارد.